# Pyrtulina dubia
Pyrtulina dubia är en tvåvingeart som beskrevs av Loïc Matile 1988. Pyrtulina dubia ingår i släktet Pyrtulina och familjen platthornsmyggor.
Artens utbredningsområde är Nya Kaledonien. Inga underarter finns listade i Catalogue of Life.